# Rutschajiwka
Der ukrainische Ort Rutschajiwka (ukrainisch Ручаївка) in der Oblast Saporischschja geht auf das deutsch-mennonitische Dorf Schönhorst (ukrainisch Шенгорст) zurück.

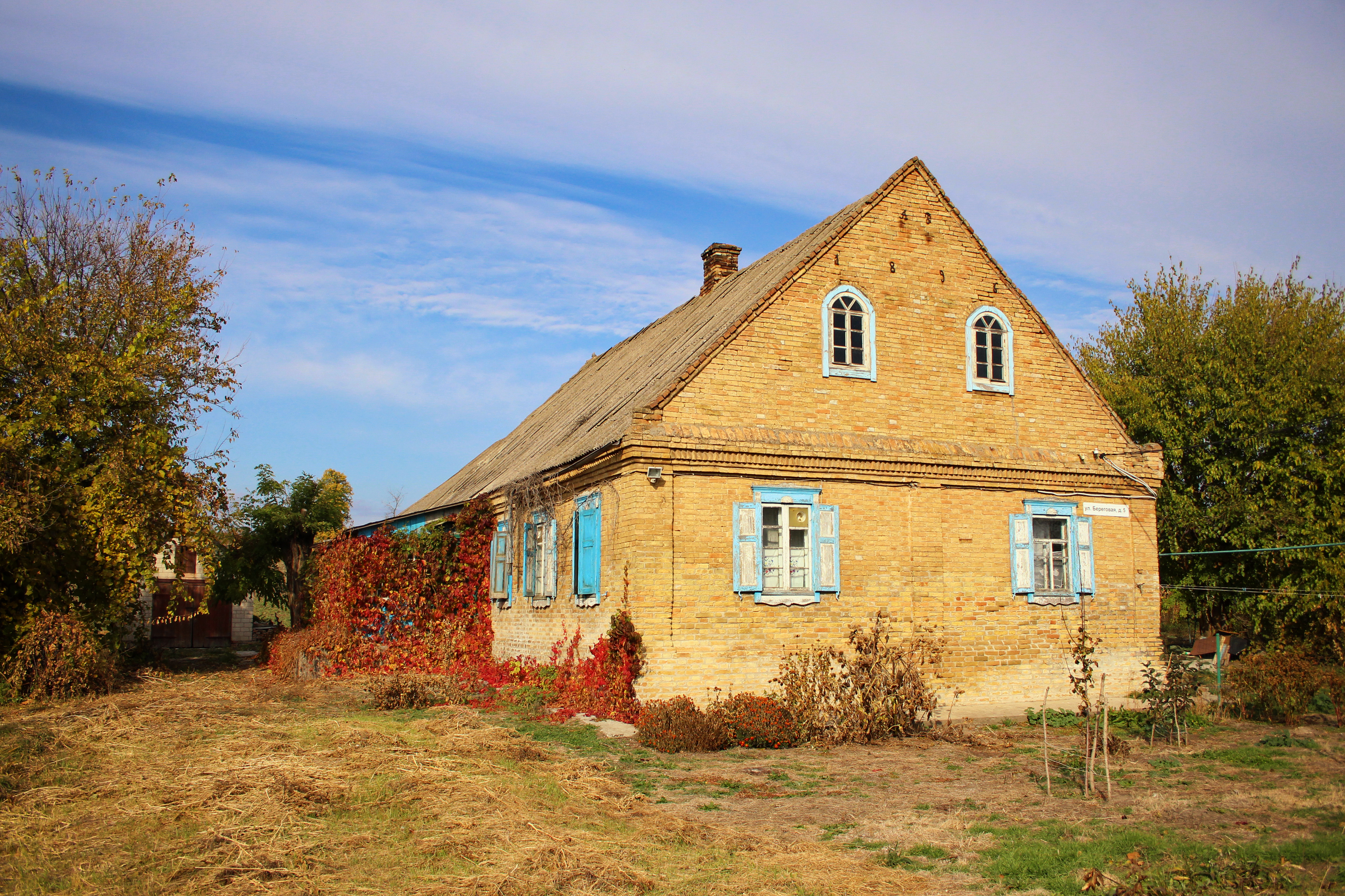
Typisches Mennonitisches Wohnhaus im ehemaligen Schönhorst

## Geschichte
Schönhorst wurde 1790 durch 32 Familien aus Westpreußen gegründet. Der Ort liegt am Fluss Tomakiwka (Томаківка), dem die zwei Hauptstraßen, die Obere Straße und die Untere Straße folgten. Der Ortsname bezieht sich wohl auf den westpreußischen Auswanderungsort, heute Gniazdowo in der Gmina Ostaszewo. Ackerland von hoher Qualität befand sich direkt neben der Siedlung. Im Dorf gab es eine Dorfschule, einen Laden, Windmühlen und eine dampfbetriebene Getreidemühle. 1907 bestanden hier 35 Bauernhöfe.

## Ehemalige Dorfschule
Das Gebäude aus Ziegel mit Rundbogenfenstern in den Giebeln, ähnelte andren Schulen in der Kolonie. Die hölzernen Fensterrahmen mit bemerkenswerten Schnitzereien sind teils erhalten. Die ursprünglichen Dachziegel sind durch Asbestzementplatten ersetzt. Das Gebäude ist heute als Krankenhaus und Bürgerzentrum genutzt.

## Weitere Baudenkmäler
Erhalten ist auch ein Wohnhaus im typischen Stil der Kolonie. Es ist aus Ziegel errichtet und hat zwei der Straße zugewandte Rundbogenfenster im Giebel. Die Mauern sind durch Pfeiler an den Gebäudeecken und in der Fassadenmitte verstärkt. Die Fenster im Erdgeschoss sind mit hölzernen Zierrahmen und Läden versehen. Ein weiteres erhaltenes Wohnhaus zeigt Baumerkmale der Mennoniten aus dem Weichseldelta. Dieses stammt wohl aus der Zeit vor 1840 und ist ein mit dünner Putzschicht verkleidetes Blockhaus. Die rechteckigen Holzbohlen werden an den Ecken mit Schwalbenschwanzverbindung zusammengehalten. Der vordere Giebel weist eine senkrechte Holzbeplankung mit zwei sehr schmalen Fenstern auf. Weiterhin ist auch ein Getreidespeicher mit Baujahr um 1938 erhalten.